# 春田和幸
春田 和幸（はるた かずゆき、1982年8月28日 - ）は、日本のお笑いタレント。
鹿児島県出身。松竹芸能所属。

## 略歴・人物
芸人になることを目指し、18歳で上京。当初はフリーで活動、その後「昆虫プロ」という事務所に所属。かつての芸名は「春田レナ」。古川ちえみとコンビ「病院」を組んでM-1グランプリに出場したことがある。
2005年4月に 松竹芸能タレントスクールに入学、同スクール卒業後に松竹芸能所属となる。
趣味・特技は作詞、作曲。10代の頃はJ-POPや洋楽をよく聴いていたという。
2020年現在、東京·新橋にある元プロ野球選手大久保博元(デーブ大久保)の経営する焼肉居酒屋「肉蔵でーぶ」の店舗スタッフの一人として、YouTube番組「デーブ大久保チャンネル」で紹介されている。

## 芸風
主な定番のネタに、黒の革ジャン、サングラスなどで長渕剛になり切り、物真似でネタを披露するというものがある。主なものに、ロシア民謡「一週間」、「隣の晩ごはん」、「ドラえもん」などから長渕の歌に入るもの、童謡を長渕調に歌うものなどがある。なお、本人は2004年の桜島オールナイトコンサートで実際に長渕剛に会ったことがあるという。
また『エンタの天使』では、長渕キャラではなく、本人曰く「子供にもウケるようなネタ」を、丸椅子を小道具に使って披露していた。

## 出演

### テレビ
- 森田一義アワー 笑っていいとも!（フジテレビ）
- インパクト!（フジテレビ）- 第8回
- 爆笑ピンクカーペット（フジテレビ）- 2007年4月29日（第1回）。
- 新春ゴールデンピンクカーペット（フジテレビ）- 2008年1月1日「0部」。
- 爆笑レッドカーペット（フジテレビ）上記の2番組を含むキャッチコピーは「小さなキャプテン オブ ザ シップ」
- エンタの天使（日本テレビ）- 2008年7月27日（第5回）、キャッチコピーは「チャイルド心（ハート）を忘れない」
- ジャイケルマクソン（毎日放送）
- ミニスカポリス7ティ〜ン（GyaO）
- とんねるずのみなさんのおかげでした（フジテレビ）- 2011年6月16日『安すぎて伝わらない素人芸選手権』

### ネットテレビ
- 有ののへや

## 掲載誌
- 週刊女性（主婦と生活社）- 「ビンボー王決定戦」